# Nezavisimaja Gazeta
Nezavisimaja Gazeta (ryska: Oberoende tidningen) är en rysk dagligen utgiven nyhetstidning. Dess första nummer trycktes 21 december 1990. Sedan 2007 är Konstantin Remtjukov tidningens huvudredaktör. Nezavisimajas innehåll varierar från politik och samhälle till kultur och konst. Tidningen säljer som mest i huvudstäderna Moskva och Sankt Petersburg, där dess dagliga försäljning uppgår i 53.000 exemplar. 